# Gotska vojna (535–554)
Gotska vojna med Bizantinskim cesarstvom v času vladavine cesarja Justinijana I in Ostrogotskim kraljestvom Italije se je odvijala od leta 535 do 554 na Italijanskem polotoku, Dalmaciji, Sardiniji, Siciliji in Korziki. Bila je ena zadnjih od mnogih gotskih vojn proti rimskemu cesarstvu. Vojna ima svoje korenine v ambiciji bizantinskega cesarja Justinijana I, da si povrne province nekdanjega Zahodnega rimskega cesarstva, ki so jih Rimljani izgubili zaradi vpadov barbarov v prejšnjem stoletju, med selitvenim obdobjem.
Vojna je sledila bizantinski ponovni osvojitvi province Afrike od Vandalov. Zgodovinarji običajno delijo vojno na dve fazi. Prva faza traja od leta 535 do padca Ravene, ostrogotske prestolnice leta 540 in ponovne osvojitve Italije s strani Bizantincev. Druga faza od 540/541 do 553 je zaznamovala gotski protinapad pod Totilo, ki je bil zatrt šele po dolgih borbah bizantinskega vojskovodje Narzesa, ki je nato odbil še vpad s strani Frankov in Alemanov leta 554.
Nekatera mesta v severni Italiji so se upirala Bizantincem vse do leta 562. Do konca vojne je bila Italija opustošena in prazna. Vojna se je končala kot pirova zmaga za Bizantince, saj se ti po dolgi in izčrpajoči vojni niso bili zmožni upreti vpadu Lombardov leta 568, kar je privedlo do tega, da je Konstantinopel trajno izgubil nadzor nad velikimi deli italijanskega polotoka.

## Ozadje

### Italija pod Goti
Leta 476 je Odoaker zrušil cesarja Romula Avgusta in se razglasil za Kralja Italije (rex Italiae), kar je pripeljalo do uničenja Zahodnega rimskega cesarstva v Italiji. Čeprav je Odoaker priznal nominalno suverenost bizantinskega cesarja Zenona, so njegove neodvisne politike in naraščajoča moč predstavljale grožnjo v očeh Konstantinopla. Da bi si zagotovili varstvo, so Ostrogoti pod vodstvom Teodorika Velikega bili naseljeni kot foederati (zavezniki) cesarstva na zahodnem Balkanu, vendar so nemiri še trajali. Zenon je zato poslal Ostrogote v Italijo kot predstavnike cesarstva, da bi odstranili Odoakerja. Teodorik in Goti so premagali Odoakerja in Italija je prišla pod gotsko nadvlado. V dogovoru med Teodorikom in Zenonom ter njegovim naslednikom Anastazijem so bila dežela in njeni ljudje obravnavani kot del cesarstva, pri čemer je bil Teodorik namestnik in poveljnik vojske (magister militum). Te dogovore je Teodorik skrbno upošteval; prišlo je do nadaljevanja civilne uprave, ki je bila izključno zapolnjena z Romani, zakonodaja pa je ostala v pristojnosti cesarja. Vojska pa je bila izključno gotska, pod oblastjo njihovih voditeljev in sodišč. Narodi so bili tudi razdeljeni po veri: Romani so bili nikejski kristjani, medtem ko so bili Goti arijanski kristjani. Nasprotno od Vandalov ali zgodnjih Vizigotov so Ostrogoti prakticirali precejšnje versko toleranco. Dvojni sistem je deloval pod sposobnim vodenjem Teodorika, ki je pomiril italijansko aristokracijo, toda sistem je začel propadati med njegovimi zadnjimi leti in se je sesedel pod njegovimi nasledniki.
Z vzponom cesarja Justina I, koncem Akacijeve shizme med vzhodnimi in zahodnimi cerkvami ter vrnitvijo cerkvene enotnosti na Vzhod, je več članov italijanske senatne aristokracije začelo favorizirati bližje vezi s Bizancom, da bi uravnotežili gotsko moč. Odstavitev in usmrtitev uglednega državnika Boetija in njegovega tasta leta 524 sta bila del počasne odtujitve romanskega prebivalstva italskega polotoka od gotskega režima. Teodorika je avgusta 526 nasledil njegov 10-letni vnuk Atalarik s svojo materjo Amalasunto kot regentko; le-ta je izobrazbo prejela v Rimu in začela približevanje Senatu in cesarstvu. Ta politika in Atalarikova rimska izobrazba nista bila po godu gotskim magnatom, kateri so se temu upirali. Amalasunta je dala ubiti tri vodilne zarotnike in je pisala novemu cesarju Justinijanu I, da bi dobila azil, če bi bila v nevarnosti. Amalasunta je ostala v Italiji.

### Belizar
Leta 533 je Justinijan, ki je uporabil dinastični spor kot pretvezo, poslal svojega najbolj nadarjenega generala Belizarja, da si povrne Severno Afriške province, ki so jih zasedli Vandali. Vandalska vojna je prinesla presenetljivo hitro in odločilno zmago za Bizantinsko cesarstvo in spodbudila Justinijana v njegovi ambiciji, da si povrne preostale izgubljene zahodne province. Kot regentka je Amalasunta dovolila bizantinski floti, da uporablja pristanišča Sicilije, ki so spadala k Ostrogotskemu kraljestvu. Po smrti Atalarika leta 534 je Amalasunta ponudila kraljevsko oblast svojemu bratrancu Teodahadu, ki je sprejel ponudbo in jo nato aretiral; ubili so jo zgodaj leta 535. Justinijan je neuspešno poskušal prek svojih agentov rešiti življenje Amalasunti, njena smrt pa mu je dala povod za vojno z Goti. Prokopij je zapisal, da »ko je izvedel, kaj se je zgodilo z Amalasunto, je bil v devetem letu svojega vladanja in stopil v vojno«.
Belizar je bil imenovan za poveljnika za ekspedicijo proti Italiji s 7500 vojaki. Mundus, magister militum per Illyricum, je bil zadolžen, da zasede gotsko provinco Dalmacijo. Sile, ki so bile na voljo Belizariju, so bile majhne, še posebej v primerjavi z veliko večjo vojsko, ki jo je poslal proti Vandalom, nasprotniku, ki je bil veliko šibkejši od Ostrogotov. Priprave na operacijo so potekale v skrivnosti, medtem ko je Justinijan poskušal z darili zlata zagotoviti nevtralnost Frankov.

## Prva bizantinska kampanja, 535–540

### Osvajanje Sicilije in Dalmacije
Belizar je pristal na Siciliji, med rimsko Afriko in Italijo, katere prebivalstvo je bilo ugodno razpoloženo do cesarske oblasti. Otok je bil hitro zajet, edini odločni odpor je bil v Palermu, ki je bila premagan do konca decembra. Belizar se je pripravljal na prehod v Italijo, Teodahad pa je poslal poslance k Justinjanu, najprej predlagajoč, da se odpove Siciliji in prizna njegovo nadoblast, nato pa, da se odreče vse Italije.
Marca 536 je Mundus napadel Dalmacijo in zajel njeno prestolnico Salono, toda prispela je velika gotska vojska in Mundusov sin Mauricius je umrl v spopadu. Mundus je prizadejal hud poraz Gotom, a je sam v pregonu utrpel smrtno rano. Rimska vojska se je umaknila in razen Salone je bila Dalmacija predana Gotom.  Ohrabren je Teodahad zajel bizantinske poslance. Justinian je poslal novega magister militum per Illyricum Constantinianusa, da si ponovno pridobi Dalmacijo in naročil Belizarju, naj prečka v Italijo. Constantinianus je hitro opravil svojo nalogo. Gotski general Gripas je zapustil Salono, ki jo je nedavno zasedel, zaradi porušenega stanja njegovih utrdb in pro-rimske drže njegovih državljanov ter se umaknil na sever. Constantinianus je zasedel mesto in obnovil zidove. Sedem dni kasneje je gotska vojska krenila proti Italiji in do konca junija je bila vsa Dalmacija v rimskih rokah.

### Prvo obleganje Rima
Pozno pomladi leta 536 je Belizar prečkal v Italijo, kjer je zajel Rhegium in se usmeril proti severu. Neapelj je bila oblegan tri tedne, preden so cesarske čete vstopile novembra. Večinoma barbarska rimska vojska je oplenila mesto. Belizar se je premaknil proti severu v Rim, ki glede na usodo Neaplja ni nudil upora; vanj je vstopil brez odpora decembra. Hitrost bizantinskega napredovanja je presenetila Gote, pasivnost Teodahada pa jih je razjezila. Po padcu Neaplja je bil odstavljen in nadomeščen z Vitigezom. Odpravil se je iz Rima v Ravenno, kjer se je poročil s hčerko Amalasunte po imenu Matasuntho in začel zbirati svoje sile proti invaziji. Vitigez je vodil veliko silo proti Rimu, kjer je ostal Belizar, ki ni imel dovolj vojakov, da bi se soočil z Goti na odprtem terenu. Sledilo je prvo obleganje Rima, prvo od treh v Gotski vojni, je trajalo od marca 537 do marca 538. Potekali so izpadi, manjši spopadi in večje akcije, a po prihodu 1.600 Hunov in Slovanov iz Konstantinopla aprila 537 in 5.000 dodatnih vojakov novembra, so Bizantinci prevzeli iniciativo in njihova konjenica je zajela več mest v zaledju Gotov. Cesarska mornarica je odrezala Gote od morskih dobav, kar je poslabšalo njihove težave s preskrbo in ogrozila gotske civiliste. Padec Ariminuma (sodobni Rimini) blizu Ravenne je prisilil Vitigeza, da je opustil obleganje in se umaknil.

### Obleganje Ariminuma
Ko se je Vitiges podal na severovzhod, je okrepil garnizije mest in utrdb na poti, da bi zavaroval svoj hrbetl, nato pa se obrnil proti Ariminumu. Rimska sila v številu 2.000 konjenikov, ki je zasedla mesto, je bila sestavljena iz nekaterih najboljših konjenikov Belizarja; Belizar se je odločil, da jih nadomesti z pehotnim garnizonom. Njihov poveljnik Ivan je zavrnil ukaze in ostal v Ariminumu. Kmalu po prihodu Gotov je bil napad neuspešen, mesto pa je imelo malo dovolj zalog, s katerimi bi lahko zdržalo obleganje. Nova sila 2.000 Herulov, pod Armenskim evnuhom Narsesom je prispela v Picenum. Belizar je srečal Narzesa, ki je zagovarjal ekspedicijo za osvoboditev Ariminuma, medtem ko je Belizar favoriziral bolj previden pristop. Prihod pisma od Ivana, ki je ponazoril nevarnost padca mesta, je razrešil debato v korist Narsesa. Belizar je razdelil svojo vojsko na tri dele, pomorsko silo pod svojim sposobnim in zaupanja vrednim poročnikom Ildigerjem, drugo pod prav tako izkušenim Martinom, ki je imela priti z juga, ter glavno silo pod njim in Narsesom, ki je imela priti iz severozahoda. Vitigez je izvedel za njihov približevanje in soočen z možnostjo, da bi ga obkolila superiorna sila, se je hitro umaknil v Ravenno.
Zmaga brez izgub pri Ariminumu je okrepila Narsesa proti Belizarju, številni rimski generali, vključno z Ivanom, pa so prestopili na njegovo stran. Na posvetu po osvoboditvi Ariminuma je Belizar podpiral zmanjšanje močne gotijske garnizije v Auximumu, današnji Osimo in prekinitev obleganja Mediolanuma; Narses je preferiral manj koncentrirano prizadevanje, ki je vključevalo kampanjo v regijo Eemiliji. Belizar ni dovolil, da se stvari zapletajo in je s Narsesom in Ivanom odpravil proti Urbinumu. Obe vojski sta se taborili ločeno in kmalu zatem je Narses, prepričan, da je mesto neosvojljivo in dobro oskrbljeno, dvignil tabor in odšel v Ariminum. Od tam je poslal Ivana v Emilijo, ki je bila hitro osvojena. Naključna sreča, da se je edini vodni vir Urbinuma izsušil, je kmalu pripeljala do njegovega padca v roke Belizarju.

### Mediolanum
Aprila 538 je Belizar, ki so ga prosili predstavniki Mediolanuma (Milano), drugega najbolj naseljenega in bogatega mesta v Italiji po Rimu, poslal silo 1.000 mož pod Mundilasom v mesto. Ta sila je zlahka zavarovala mesto in večino Ligurije, razen Ticinuma (Pavia). Vitiges je zaprosil Franke za pomoč in sila 10.000 Burgundijcev je nepričakovano prečkala Alpe. V kombinaciji z Goti pod Uraiasom so oblegali mesto. Mediolanum je bilo slab oskrbljen in z premalo garnizijo; že tako majhna rimska sila je bila razpršena za zavarovanje sosednjih mest in utrdb. Belizar je poslal v pomoč vojsko, vendar njena poveljnika Martin in Uliaris nista naredila nobenega prizadevanja za pomoč obleganemu mestu. Namesto tega sta zahtevala dodatne okrepitve s strani sil Ivana in magister militum per Illyricum Justina, ki so delovale v bližnji provinci Emilija.
Nesoglasje v rimski komandni verigi je poslabšalo situacijo, saj Ivan in Justin nista hotela ukrepati brez navodil Narsesa. Ivan je zbolel in priprave so se ustavile. Zamude so se izkazale za usodne za mesto, ki je bilo po mnogih mesecih obleganja blizu lakote. Gothi so Mundilasu ponudili jamstvo, da bodo življenja njegovih vojakov prihranjena, če se preda mestu, vendar ni bilo nobenega jamstva za civiliste in je ponudbo zavrnil. Do konca marca 539 so ga njegovi lačni vojaki prisilili, da je sprejel pogoje. Rimska posadka je bila spuščena, vendar so bili prebivalci podvrženi pokolu in mesto je bilo uničeno.

### Frankovski napad
Po tej katastrofi je bil Narse odpoklican, Belizar pa je bil potrjen kot vrhovni poveljnik z oblastjo po vsej Italiji. Vitiges je poslal poslance na perzijski dvor v upanju, da bo prepričal Kozrava I., da ponovno začne sovražnosti z Bizantinci, da bi prisilil Justinijana, da osredotoči večino svojih sil, vključno z Belizarjem, na vzhodu in tako omogoči Gotom, da si opomorejo. Belizar se je odločil, da konča vojno s prevzemom Ravene, vendar se je moral prej spoprijeti z gotskimi utrdbami Auximum in Fiesole. Medtem ko sta Martin in Janez ovirala gotsko vojsko pod Uraiasom, ki je poskušala prečkati reko Pad, je del vojske pod Justinom oblegal Fiesolo, Belizar pa je izvajal obleganje Auximuma. Med obleganji je velika frankovska vojska pod kraljem Teodebertom I. prečkala Alpe in naletela na Gote in Bizantince, ki so se taborili ob dveh bregovih Posa. Napadli so Gote, ki so mislili, da so prišli kot zavezniki in so v zmedi bili hitro poraženi. Tudi Bizantinci, prav tako presenečeni, so se borili, ampak so bili poraženi in so se umaknili proti jugu v Toskano. Frankovski napad je bil ustavljen zaradi izbruha griže, kar je povzročilo velike izgube in prisililo Franke, da se umaknejo. Belizar se je osredotočil na oblegani utrdbi in obe posadki sta bili prisiljeni zaradi lakote kapitulirati oktobra ali novembra 539.

### Zasedba Ravenne
Enote iz Dalmacije so okrepile Belizarja, kateri se je nato napotil proti Raveni. Vojaški odredi so se premaknili severno od Poda, cesarska flota pa je patruljirala po Jadranu in prekinila dobavo mest od zalog. V gotski prestolnici je Vitiges prejel frankovsko poslansko delegacijo, ki je iskala zavezništvo, vendar po dogodkih prejšnjega poletja ni bilo zaupanja v frankovske ponudbe. Kmalu zatem je prišla delegacija iz Konstantinopla, ki je prinesla presenetljivo blage pogoje od Justinijana. V želji, da konča vojno in se osredotoči na pričakovano perzijsko vojno, je cesar ponudil delitev Italije; dežele južno od Pada bi obdržal Konstantinopelj, tiste severno od reke pa Goti. Goti so pogoje hitro sprejeli, vendar je Belizar, ki je to ocenil kot izdajo vsega, kar je poskušal doseči, zavrnil podpis, čeprav se njegovi generali z njim niso strinjali.
Obupani so Goti ponudili, da bi Belizar, ki so ga spoštovali, postal zahodni cesar. Belizar ni nameraval sprejeti te vloge, vendar je videl, kako bi lahko to situacijo izkoristil v svojo korist in se pretvarjal, da sprejema. Maja 540 je Belizar in njegova vojska vstopila v Raveno; mesto ni bilo oropano, Goti pa so bili dobro obravnavani in so lahko obdržali svoje premoženje. Po predaji Ravenne je več gotskih posadk severno od Pada kapituliralo. Druge so ostale v gotskih rokah, med njimi Ticinum, kjer je bil Uraias in Verona, ki jo je zasedal Ildibad. Kmalu zatem je Belizar odplul v Konstantinopelj, kjer mu je bila zavrnjena čast trijumfa. Vitiges je bil imenovan za patricija in poslan v udobno upokojitev, medtem ko so bili ujeti Goti poslani, da okrepijo vzhodne armade.

## Gotski odpor, 541–551

### Vladavini Ildibada in Erarika
Če Belizar ne bi bil poklican nazaj, bi verjetno končal osvojitev polotoka v nekaj mesecih. To, kar bi bilo najboljša rešitev, je bilo zavrnjeno zaradi zavisti Justiniana; in mir, ki ga je predlagal cesar, kar je bila naslednja najboljša možnost, je bil izigrano zaradi neposlušnosti njegovih generalov. Med njimi leži odgovornost za to, da je Italija utrpela še dvanajst let vojne.— J. B. Bury, Zgodovina pozne rimske cesarstva (1923)
Belizarov odhod je pustil večino Italije v rimskih rokah, a severno od Pada sta Pavia (ki je postala nova prestolnica Ostrogotskega kraljestva) in Verona ostali neosvojeni. Kmalu po tem, ko je postala Belizarjeva prevara očitna, so Goti na predlog Uraiasa izbrali Ildibada  za svojega novega kralja in ponovno vzpostavili gotski nadzor nad Venetijo in Ligurijo. Justinijanu ni uspelo imenovati italijanskega vrhovnega poveljnika. Rimske vojske so zanemarile vojaško disciplino in izvajale plenjenje. Nova imperijska birokracija si je takoj nakopal nezadovoljstvo s svojimi zatiralnimi fiskalnimi zahtevami. Ildibad je premagal rimskega generala Vitalia pri Treviso, a potem, ko je dal Uraiasa umoriti zaradi spora med njihovima soprogama, je bil junija 541 umorjen v maščevanju. Rugijci, ostanki Odoacerjeve vojske, ki so ostali v Italiji in se pridružili Gotom, so razglasili enega od svojih, po imenu Erarik za novega kralja, v kar so Goti nepričakovano privolili. Erarik je prepričal Gote, da začnejo pogajanja z Justinijanom, v skrivni nameri, da preda svoje kraljestvo cesarstvu. Goti so ga spregledali in se obrnili na Ildibadovega nečaka Totila (ali Baduila) ter mu ponudili, da postane kralj. Totila je že odprl pogajanja z Bizantinci, a ko so ga kontaktirali zarotniki, je privolil. V zgodnji jeseni leta 541 je bil Erarik umorjen in Totila razglašen za kralja.

### Zgodnji gotski uspehi
Totila je užival več prednosti: izbruh Justinianove kuge je leta 542 opustošil rimsko cesarstvo; začetek nove rimsko-perzijske vojne je prisilil Justiniana, da je večino svojih vojakov razporedil na vzhod; nesposobnost in neenotnost različnih rimskih generalov v Italiji je spodkopala vojaško sposobnost in disciplino. To je privedlo do prvega uspeha Totile. Po močnem pritisku Justinijana sta general Constantinian in Alexander združila svoje sile in napadla Verono. Z prevaro sta uspela osvojiti vrata v mestnem obzidju; namesto da bi nadaljevala z napadom, sta se zamudila v prepiru glede potencialnega plena, kar je omogočilo Gotom, da so ponovno zavzeli osvojena vrata in prisilili Bizantince v umik. Totila je napadel njihov tabor blizu Faenze s 5.000 ljudmi in v bitki pri Faventiji uničil rimsko vojsko. Totila je zakorakal v Toskano, kjer je oblegal Firence. Rimski generali Ivan, Bessas (magister militum)in Ciprijan so marširali na pomoč, toda v bitki pri Mucelliju je bila njihova številčno močnejša vojska poražena.

### Južna Italija
Totila je marširal proti jugu, kjer so bile rimske garnizije redke in šibke in obšel Rim. Province južne Italije so bile prisiljene priznati njegovo oblast. Ta kampanja je bila vrsta hitrih premikov gotske vojske, da bi prevzela nadzor nad podeželjem, pri čemer so Bizantinci ostali z nadzorom nad izoliranimi utrdbami, večinoma ob obali, ki bi jih lahko osvojili kasneje. Ko je utrjen kraj bil osvojen, so bila obzidja običajno porušena, da ne bi več imela vojaške vrednosti. Totila je sledil politiki dobrega ravnanja s svojimi ujetniki, spodbujajoč nasprotnike, da se predajo, namesto da bi se upirali do konca. Prav tako je poskušal pridobiti italijansko prebivalstvo, kar je ponazoril Totilino vedenje med obleganjem Neaplja, kjer je omogočil mestu, da se preda pod določenimi pogoji leta 543 in je pokazal z besedami J. B. Burya, "znatno človečnost" v svojem ravnanju z nasprotniki. Potem, ko je dovolil bizantinski garniziji varen odhod, je nasitil lačne civiliste. Ko je osvojil Neapelj, je Totila poskušal skleniti mir z Justinijanom. Ko je to bilo zavrnjeno, je dal kopije svojega poziva objaviti po Rimu; kljub temu, da so bili Bizantinci nepriljubljeni ni bilo vstaje v Totilino podporo, kar ga je ogorčilo. Korakal je na sever in oblegal mesto.
Izkoriščajoč petletno premirje na vzhodu, so Belizarja poslali nazaj v Italijo z 200 ladjami leta 544. Uspelo mu je ponovno zasestii velik del južne Italije, a po Prokopiju je bil prikrajšan za oskrbo in okrepitve zaradi ljubosumnega Justinijana in se je tako počutil nezmožnega korakati na pomoč Rimu. Prokopij opisuje lakoto med obleganjem, v kateri so bili navadni Rimljani, ki niso bili dovolj bogati, da bi kupovali žito od vojske prisiljeni jesti otrobe, koprive, pse, miši in končno "iztrebke drug drugega". Papež Vigilij, ki je pobegnil v varnost Sirakuz, Sicilija, je poslal ladjevje  s hrano, vendar je Totilina mornarica njihovo ladjevje prestregla blizu ustja Tibere in jih ujela. Obupan poskus Belizarja, da bi rešil Rim se je približal uspehu, a je na koncu propadel. Po Prokopiju je načrt vključeval plovbo po reki Tibere, uničenje začasnega mostu in opazovalnih stolpov, ki so jih zgradile Totiline sile s tem, da je iz stolpa, zgrajenega na dveh povezanih čolnih, spustil čoln, napolnjen z vnetljivimi materiali, kar je tudi uspelo. Nato je Belizarjev podrejeni Isaakes, ki je bil zadolžen, da ostane v mestu Portus, slišal za njegove zgodnje uspehe in željan, da deli slavo, z konjeniško enoto napadel gotsko oporišče. To je privedlo do njegovega ujetja in ko je novica o tem dosegla Belizarja, je ta novico interpretiral tako, da so Gothi zasedli Portus, kar je pomenilo, da je izgubil edino zavezniško naselje v bližini in da je bila njegova žena, ki je bila prisotna v mestu, zdaj ujetnica Gothov. Pripoveduje se, da je bil prizadet z napadom afazije (motnjo govora) in ukazal je umik, da bi takoj ponovno zasedel Portus, le da je odkril, da še vedno ostaja pod bizantinsko kontrolo. Po več kot letu dni je Totila končno vstopil v Rim 17. decembra 546, ko so njegovi možje ponoči splezali čez zidove in odprli Porta Asinaria. Prokopij navaja, da so Totili pomagali nekater odredi Izavrijcev iz imperatorske garnizije, ki so sklenili skrivno zavezništvo z Gothi. Rim je bil oplenjen in Totila, ki je izražal namero, da popolnoma poruši mesto, se je zadovoljil z rušenjem približno tretjine zidov. Nato je odšel v zasledovanje bizantinskih sil v Apulijo.
O Belizarjevi odsotnosti med ponovnim zasedanjem Rima s strani Gothov obstajata dve nasprotne poročili: Prokopij navaja, da ga je, ko je odkril svojo napako glede Portusa, preplavil napad depresije in hude bolezni, ki je skoraj povzročila njegovo smrt. Jordan po drugi strani trdi, da je bil poklican nazaj v Rim zaradi smrti cesarice Teodore, in navaja, da je njegova odsotnost oppogumila Totilo, da ponovno zasede mesto. Belizar je uspešno ponovno zasedel Rim štiri mesece kasneje spomladi leta 547 in hitro obnovil porušene odseke zidov z nametanjem kamnov "enega na drugega, ne glede na redosled". Totila se je vrnil, vendar ni uspel premagati braniteljev. Belizar ni izkoristil svoje prednosti. Več mest, vključno s Perugijo, so bila zasedena s strani Gothov, medtem ko je Belisarius ostal pasiven in je bil nato poklican iz Italije.
Leta 549 je Totila spet napredoval proti Rimu. Poskušal je napasti improvizirane zidove in premagati majhno garnizijo 3.000 mož, vendar je bil odbit. Nato se je pripravil, da obkoli mesto in izstrada branitelje, čeprav je bizantinski poveljniki Diogenes prej pripravil velike zaloge hrane in posejal pšenična polja znotraj mestnih zidov. Vendar je Totila uspel podkupiti del garnizije, ki mu je odprla vrata Porta Ostiensis. Totilovi možje so se preplavili skozi mesto, ubijajoč vse razen žensk, ki so bile pomiloščene na Totilov ukaz in plenili, kar je ostalo. Pričakujoč, da bodo plemiči in preostala garnizija zbežali, ko bodo zidovi zasedeni, je Totila postavil past na cestah do sosednjih mest, ki še niso bila pod njegovo kontrolo in mnogi so bili ubitih med bežanjem iz Rima.

## Bizantinska ponovna zasedba, 551–554
V letih 550–51 so Bizantinci zbrali veliko ekspedicijsko enoto z 20.000 ali 25.000 možmi v Saloni na Jadranskem morju, vključno z rednimi bizantinskimi enotami in veliko skupino tujih zaveznikov, zlasti Lombardov, Herulov in Bolgarov, pa tudi Slovanov. Narses, imperialni častnik (cubicularius) je bil imenovan za poveljevanje sredi leta 551. Naslednjo pomlad je Narses vodil to bizantinsko vojsko okoli obale Jadranskega morja do Ancone in nato obrnil proti notranjosti, z namenom, da se spusti po via Flaminia do Rima. Blizu vasi Taginae so se Bizantinci srečali z vojsko Ostrogotov, ki jo je vodil Totila, ki je napredoval, da bi ustavil Narsesa. Ker je ugotovil, da je precej manj številčen, je Totila očitno začel pogajajanja, medtem ko je načrtoval presenečenje napada, vendar Narses ni bil zaveden in je razporedil svojo vojsko na močno obrambno pozicijo. Ko so prispeli okrepitve, je Totila izvedel nenaden napad v Bitki pri Taginae s konjenico na bizantinsko središče. Napad je spodletel in do večera so se Ostrogoti razbežali; Totila je bil ubit pri begu. Goti, ki so zasedli Rim, so se predali in v Bitki pri Mons Lactarius oktobra 553 je Narses premagal Teiasa in zadnje ostanke gotske vojske v Italiji.
Čeprav so bili Ostrogoti poraženi, se je Narzes kmalu moral spopasti z drugimi barbari, ki so vdrli v bizantinsko severno Italijo in južno Galijo. V začetku leta 553 je vojska okoli tridesetih tisoč Frankov in Alemanov prečkala Alpe in zasedla mesto Parma. Poražena je bila bizantinska vojska pod poveljstvom herulskega poveljnika Fulcarisa, kmalu pa se je mnogo Gotov iz severne Italije pridružilo napadalcem. Narzes je razporedil svoje enote v garnizije po osrednji Italiji in preživel zimo v Rimu. Po hudem razdejanju in ropanju po Italiji je Narses srečal barbare v bitki ob bregovih reke Volturnus. V bitki pri Volturnu so Bizantinci odbili divji frankovski napad, medtem ko jih je bizantinska konjenica obkrožila. Franki in Alemani so bili skoraj popolnoma uničeni. Sedem tisoč Gotov je vztrajalo pri Campsi, blizu Neaplja, dokler se niso predali spomladi leta 555. Dežele in mesta čez reko Pad so še vedno zasedali Franki, Alemanni in Goti in šele leta 562 sta njihovi zadnji trdnjavi, mesti Verona in Brixia bila podvrženi. Po Prokopiju je bilo barbarski populaciji nato dovoljeno, da mirno živi v Italiji pod rimsko suverenostjo.

## Posledice
Gotska vojna se pogosto obravnava kot pirova zmaga, ki je izčrpala Bizantinsko cesarstvo virov, ki bi jih lahko uporabili proti resnejšim grožnjam v zahodnji Aziji in na Balkanu. Na vzhodu so poganski Slovani in Kutriguri ropali in pustošili bizantinske province južno od Donave od leta 517. Stoletje kasneje so Dalmacija, Makedonija, Trakija in večina Grčije prišli pod oblast Slovane in Avare. Nekateri nedavni zgodovinarji so sprejeli drugačno stališče do Justinjanovih zahodnih kampanj. Warren Treadgold je bolj krivil za ranljivost cesarstva v poznem 6. stoletju Justinijanovo kugo leta 540–541, za katero ocenjujejo, da je ubila do četrtine prebivalstva na vrhuncu Gotske vojne ter izčrpala cesarstvo od človeških virov in davčnih prihodkov, potrebnih za hitrejše dokončanje kampanje. Noben vladar, ne glede na to, kako moder ne bi mogel predvideti kuge, trdi, kar bi bilo katastrofalno za cesarstvo in Italijo, ne glede na poskuse ponovnega osvajanja Italije. Vendar pa je kot posledica nenehnih napadov na Rim med vojno število smrti, ki niso bile posledica kuge, še naprej naraščalo.
V Italiji je vojna uničila urbano družbo, ki se je zanašala na naseljeno zaledje. Velika mesta so bila zapuščena, ko je Italija padla v dolgo obdobje propadanja. Revščina Italije in izčrpavanje cesarstva sta onemogočila Bizantincem, da bi obdržali svoje osvojitve. Le tri leta po smrti Justina v letu 565 so celinska ozemlja Italije prišla v roke germanskih Lombardov. Ravenski eksarhat, pas ozemlja, ki se je raztezal čez osrednjo Italijo do Tirenskega morja in južno do Neaplja, skupaj z deli južne Italije, so bila edina preostala cesarska posestva. Po Gotskih vojnah cesarstvo ni imelo več resnih ambicij na Zahodu. Rim je ostal pod cesarsko kontrolo, dokler niso Lombardi v letu 751 osvojili Exarchate of Ravenna. Bizantinski vpliv se je ohranil v nekaterih obalnih območjih južne Italije do poznega 11. stoletja, medtem ko so v notranjosti vladali lombardski vojvode s sedežem v Beneventu in pozneje tudi v Salernu in Capui.
Obsežna uničenja Italije v vojni, strogo gotsko in bizantinsko maščevanje podpornikom njihovih nasprotnikov in težki bizantinski davki so privedli do premika zvestobe italijanske populacije: namesto zvestobe cesarstvu so njihove identitete postajale vse bolj povezane z religijo, družino in mestom. V dolgem obdobju italijanske zgodovine je bila združena Italija Rimljanov in pozneje Gotov trajno razdeljena; to je ostalo tako vse do združitve Italije v 19. stoletju.